# Ahajmany
Ahajmany (ukrainisch Агаймани; russisch Агайманы Agaimany) ist ein Dorf im Osten der ukrainischen Oblast Cherson mit etwa 1700 Einwohnern.
Das 1807 gegründete Dorf trug von 1937 bis zum 17. März 2016 den Namen Frunse (ukrainisch und russisch Фрунзе), nach dem sowjetischen Heerführer Michail Frunse.
Das Dorf befindet sich auf einer Höhe von 34 m am Ufer des 65 km langen Welyki Sirohosy (Великі Сірогози) etwa 150 km östlich der Oblasthauptstadt Cherson und 25 km westlich des ehemaligen Rajonzentrums Iwaniwka.
Am 6. Juli 2017 wurde das Dorf ein Teil der neugegründeten Siedlungsgemeinde Iwaniwka, bis dahin bildete es die gleichnamige Landratsgemeinde Ahajmany (Агайманська сільська рада/Ahajmanska silska rada) im Westen des Rajons Iwaniwka.
Seit dem 17. Juli 2020 ist der Ort ein Teil des Rajons Henitschesk.